# Francesco Cavalli
Pier Francesco Cavalli, właśc. Pier Francesco Caletti-Bruni (ur. 14 lutego 1602 w Cremie, zm. 14 stycznia 1676 w Wenecji) – włoski kompozytor epoki baroku, a także organista i śpiewak (tenor).

## Życiorys
W wieku 14 lat wziął go na wychowanie Federico Cavalli, wenecki arystokrata, który zwrócił uwagę na jego piękny głos i zabrał ze sobą do Wenecji. Stąd też później młody Caletti przyjął nazwisko swego opiekuna. Początkowo Cavalli śpiewał w chórze bazyliki św. Marka, a następnie pełnił funkcję organisty kolejno w kościele pw. Św. Jana i Pawła oraz w bazylice św. Marka, gdzie w 1668 roku zdobył stanowisko kapelmistrza. W 1630 roku ożenił się z Marią Sosomeno, której majątek sprawił, że Cavalli stał się zamożnym człowiekiem. W tym czasie współpracował też z teatrami S. Cassiano i S. Moisé. W następnym okresie swojego życia zasłynął ze swych utworów dramatycznych (42 opery), wystawianych również na dworze Ludwika XIV w Paryżu. W 1662 roku wystawiono tam jego operę Herkules zakochany (L’Ercole Amante). Rozmach przedstawienia przyćmił wszystko, co dotychczas widziano w Europie. Spektakl trwał 6 godzin. Każdy akt zamykała tak rozbudowana scena taneczna, że Francuzi uznali dzieło za balet z dramatycznymi interludiami, a nie za operę, co ogromnie oburzyło kompozytora.

## Twórczość
Oprócz oper Cavalli pisał także utwory o charakterze religijnym, które zostały wydane w zbiorach: Musiche sacre... i Vesperi a 8 voci.
Niektóre z oper Francesco Cavallego:
- Le nozze di Teti e di Peleo (1639)
- Gli amori d’Apollo e di Dafne (1640)
- La Didone (1641)
- La virtú de’ strali d’Amore (1642)
- L’amore innamorato (1642, nie dotrwała do naszych czasów)
- La virtù dei strali d’Amore (1642)
- L’Egisto (1643)
- La Deidamia (1644, nie dotrwała do naszych czasów)
- L’Ormindo (1644)
- Il Titone (1645)
- Il Romolo e 'l Remo (1645, nie dotrwała do naszych czasów)
- La Doriclea (1645)
- La prosperità infelice di Giulio Cesare dittatore (1646, nie dotrwała do naszych czasów)
- La Torilda(1648)
- L’Euripo (1649)
- Il Giasone (1649)
- L’Orimonte (1650)
- La Bradamante (1650, nie dotrwała do naszych czasów)
- L’Armidoroi (1651, nie dotrwała do naszych czasów)
- L’Oristeo (1651)
- La Rosinda (1651)
- La Calisto (1651)
- L’Eritrea (1652)
- La Veremonda, l’amazzone di Aragona (1652)
- L’Orione (1653)
- Il Xerse (1654)
- Il Ciro (1654)
- L’Erismena (1655)
- Statira principessa di Persia (1656)
- L’Artemisia (1657)
- L’Hipermestra (1658)
- L’Antioco (1659, nie dotrwała do naszych czasów)
- Il rapimento d’Helena (1659)
- La pazzia in trono, ossia il Caligola delirante (1660, nie dotrwała do naszych czasów)
- Ercole amante (1662)
- Scipione affricano (1664)
- Muzio Scevola (1665)
- Pompeo Magno (1666)
- Eliogabalo (1667, premiera, 1668 wystawienie)
- Coriolano (1669, nie dotrwała do naszych czasów)
- Masenzio (1673, nie dotrwała do naszych czasów)